# Смешанная сборная Беларуси по кёрлингу
Смешанная сборная Беларуси по кёрлингу — смешанная национальная сборная команда (составленная из двух мужчин и двух женщин), представляет Беларусь на международных соревнованиях по кёрлингу. Управляющей организацией выступает Белорусская ассоциация кёрлинга (англ. Belarusian Curling Association).

## Результаты выступлений

### Чемпионаты мира
| Год  | И | В | П | М  | Состав (скипы выделены) | Состав (скипы выделены)   | Состав (скипы выделены) | Состав (скипы выделены) | Состав (скипы выделены) |
| Год  | И | В | П | М  | Четвёртый               | Третий                    | Второй                  | Первый                  | Тренер                  |
| ---- | - | - | - | -- | ----------------------- | ------------------------- | ----------------------- | ----------------------- | ----------------------- |
| 2015 | 8 | 2 | 6 | 31 | Павел Петров            | Екатерина Кириллова (в/с) | Дмитрий Кириллов        | Полина Петрова          |                         |
| 2016 | 6 | 1 | 5 | 27 | Дмитрий Баркан          | Алина Павлючик (в/с)      | Андрей Юркевич          | Маргарита Дешук         | Александр Орлов         |
| 2017 | 6 | 3 | 3 | 18 | Павел Петров            | Полина Петрова (в/с)      | Николай Криштопа        | Евгения Орлис           |                         |
| 2018 | 8 | 4 | 4 | 14 | Илья Шоломицкий (в/с)   | Сюзанна Ивашина           | Евгений Тамкович        | Татьяна Торсунова       | Антон Батугин           |
| 2019 | 7 | 3 | 4 | 17 | Алина Павлючик          | Дмитрий Баркан            | Маргарита Дешук         | Виталий Бурмистров      | Александр Орлов         |

### Чемпионаты Европы
| Год       | Игры           | Победы         | Поражения      | Место          |
| --------- | -------------- | -------------- | -------------- | -------------- |
| 2005—2008 | не участвовали | не участвовали | не участвовали | не участвовали |
| 2009      | 7              | 0              | 7              | 23             |
| 2010      | 7              | 1              | 6              | 20             |
| 2011      | 7              | 1              | 6              | 21             |
| 2012      | 7              | 2              | 5              | 20             |
| 2013      | 8              | 3              | 5              | 16             |
| 2014      | 7              | 1              | 6              | 20             |

(данные отсюда:)